# Maja Hagemann
Maja Hagemann (7 oktober 2005) is een voetbalspeelster uit Denemarken. Ze speelt als middenvelder voor US Sassuolo in de Serie A.

## Clubcarrière
Maja Hagemann begon met voetballen bij HSK Football. In 2020 maakte ze de overstap naar de jeugdopleiding van Fortuna Hjørring. Op 2 oktober 2021 maakte Hagemann haar debuut in de Elitedivisionen voor Fortuna Hjørring in een uitwedstrijd tegen HB Køge. Door een kruisbandblessure kwam ze in het seizoen 2022/23 niet in actie. In april van hetzelfde seizoen werd bekend dat HB Køge Hagemann had gecontracteerd. Hagemann maakte op 2 september 2023 haar debuut voor HB Køge in een uitwedstrijd tegen FC Nordsjælland door in de basis te starten.
Op 4 juli 2024 werd bekend dat Hagemann vanaf het seizoen 2024/25 voor het Italiaanse US Sassuolo gaat spelen. Voor deze club gaat ze uitkomen in de Serie A.

## Statistieken
| Seizoen | Club             | Competitie      | Competitie | Competitie | Beker | Beker | Overig | Overig | Totaal | Totaal |
| Seizoen | Club             | Competitie      | Wed.       | Dlp.       | Wed.  | Dlp.  | Wed.   | Dlp.   | Wed.   | Dlp.   |
| ------- | ---------------- | --------------- | ---------- | ---------- | ----- | ----- | ------ | ------ | ------ | ------ |
| 2021/22 | Fortuna Hjørring | Elitedivisionen | 2          | 0          | 0     | 0     | 0      | 0      | 2      | 0      |
| 2022/23 | Fortuna Hjørring | Elitedivisionen | 0          | 0          | 0     | 0     | 0      | 0      | 0      | 0      |
| 2023/24 | HB Køge          | Elitedivisionen | 8          | 0          | 0     | 0     | 0      | 0      | 8      | 0      |
| 2024/25 | US Sassuolo      | Serie A         | 0          | 0          | 0     | 0     | 0      | 0      | 0      | 0      |
| Totaal  | Totaal           | Totaal          | 10         | 0          | 0     | 0     | 0      | 0      | 10     | 0      |

Bijgewerkt t/m 5 juli 2024.

## Interlandcarrière
Maja Hagemann heeft voor de jeugdteams onder 16, Denemarken onder 17 en onder 19 van Denemarken gespeeld. Voor Denemarken onder 17 kwam Hagemann uit op het EK 2022 in Bosnië en Herzegovina. Hagemann kwam alle groepswedstrijden van het toernooi in actie, maar werd met haar land uitgeschakeld in de groepsfase.